# Lạc Tấn
Lạc Tấn là một xã thuộc huyện Tân Trụ, tỉnh Long An, Việt Nam.
Xã Lạc Tấn có vị trí địa lý:
- Phía đông giáp các xã Tân Bình và Bình Trinh Đông
- Phía tây giáp thành phố Tân An
- Phía nam giáp các xã Bình Lãng và Bình Tịnh
- Phía bắc giáp xã Quê Mỹ Thạnh.

Xã có diện tích 8,83 km², dân số năm 1999 là 5.396 người, mật độ dân số đạt 611 người/km².